# 紀真人
紀 真人（き の まひと）は、奈良時代から平安時代初期にかけての貴族。名は直人とも表記される。中納言・紀麻路の孫。式部大輔・紀広名の子。官位は従四位下・常陸守。

## 経歴
宝亀11年（780年）従五位下に叙せられ、翌天応元年（781年）大学頭次いで右京亮に任ぜられる。のち、延暦3年（784年）摂津亮、延暦6年（787年）相模介、延暦7年（788年）相模守と桓武朝前半に地方官を歴任する。同年3月には多治比浜成らと共に征東副使に任ぜられ蝦夷征討に当たるが、翌延暦8年（789年）6月の巣伏の戦いでの動静は伝わらない。延暦10年（791年）中務少輔に任ぜられ京官に復す。
延暦24年（805年）8月27日卒去。享年59。最終官位は常陸守従四位下。

## 人物
穏和な人柄で非常に文才があった。京官や地方官を歴任したが、悪評も賞賛もなく、天命を全うした。

## 官歴
注記のないものは『続日本紀』による。
- 時期不詳：正六位上
- 宝亀11年（780年） 正月7日：従五位下
- 天応元年（781年） 5月25日大学頭。10月4日：右京亮
- 延暦3年（784年） 4月2日：摂津亮
- 延暦6年（787年） 2月5日：相模介
- 延暦7年（788年） 2月6日：相模守。3月21日：征東副使
- 延暦10年（791年） 7月4日：中務少輔
- 時期不詳：従四位下。常陸守[1]。
- 延暦24年（805年） 8月27日：卒去（常陸守従四位下）

## 系譜
- 父：紀広名[2]
- 母：不詳
- 生母不明の子女
  - 男子：紀末守[3]
  - 男子：紀今守（?-872）[3]
  - 男子：紀貞守[3]
  - 男子：紀国守[3]
  - 男子：紀魚守[4]